# Carl Robie
Carl Joseph Robie III (12. maj 1945 i Darby i Pennsylvania – 30. november 2011) var en amerikansk svømmer og olympisk mester.
Robie vandt en sølvmedalje ved OL i 1964 i Tokyo i Japan, og en guldmedalje ved OL i 1968 i Mexico City i Mexico. Han satte verdensrekorder i mændenes 200 meter butterfly fire gange, to af dem på den samme dag i august 1962. Robie blev indskrevet i International Swimming Hall of Fame som æresmedlem i 1976.